# Chondrocladia concrescens
Chondrocladia concrescens — вид хищных морских губок из семейства Cladorhizidae класса обыкновенных губок (Demospongiae). Губка открыта и описана в 1880 году в море Беллинсгаузена (Schmidt, 1880), после чего в 1888 году в книге морского зоолога Александра Агассиса появилось её изображение. Губка получила особую известность в связи с обнародованием глубоководной фотографии 1964 года, на которой представлена так называемая антенна Элтанина. Некоторые уфологи объявили, что это объект искусственного происхождения, внеземной цивилизации, но океанологи представили доказательства, что это фотография губки Chondrocladia.

## Описание
По внешнему виду Chondrocladia concrescens представляет собой губку со стеблем и узлами, от которых расходятся симметричные отростки (ветви). Их количество составляет от четырёх до шести и заканчиваются они утолщением (вздутием). Высота губки вместе с ножкой около 50 сантиметров, а толщина — 6. Ветви достигают длины 10 сантиметров, их толщина 5—10 миллиметров. Отростки могут быть меньше, в связи с чем напоминают нарост в виде бородавки на теле животного. Тело жёлтое или светло-коричневое, по форме булавовидное или стеблевидное, покрыто мелкими иголками, может быть гладкое. За морское дно губка крепится ножкой, заканчивающейся корнями. Скелетный элемент спикульный, состоит из волокон, формирующих стержневой каркас от верха до ножки, где спиралевидно закручивается. От этого стержня отходят более тонкие волокна. В некоторых частях (ножка, отростки) плоть легко отделяется от скелета. Форма тела вариабельна. Можно выделить три основных структуры: concrescens (тонкий стебель с боковыми ветвями), yatsui (стебель булавовидный с ветвями в верхней части), gigantea (занимает промежуточную форму между concrescens и yatsui, видимо, более мелководна, чем они).

## Распространение и экология
Ареал: Тихий океан, северная часть Атлантического океана, Индийский океан. Донные, эврибатные животные, могут проживать на значительных глубинах. В Охотском море описаны экземпляры, обитающие на глубине 320—2970 метров, у побережья Южных Курил достигают 8660 метров, а в северной части Атлантического океана более 2600 метров.

## Антенна Элтанина

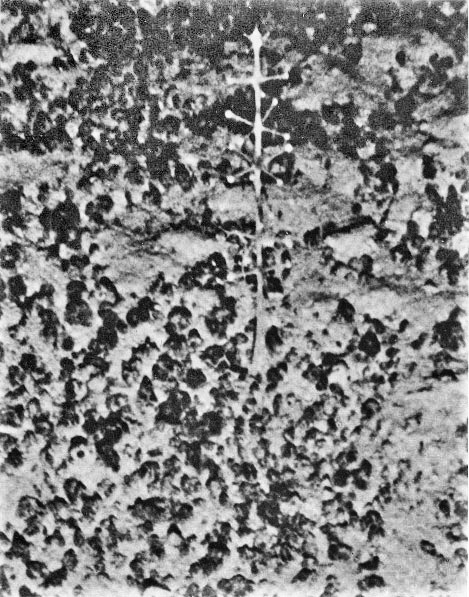
Антенна Элтанина, 1964

Губка получила особую известность в связи с обнародованием фотографии, сделанной 29 августа 1964 года. На глубине 4115 метров в море Беллинсгаузена, к западу от мыса Горн, попал в кадр объект, получивший название антенна Элтанина. Работы в этой части Антарктики проводились океанографическим исследовательским судном ВМС США, носящим имя «Элтанин», в честь которого и было присвоено название «загадочному» объекту. По возвращении в порт снимок попал в прессу, а находившийся на борту судна биолог заявил, что предмет выглядит «неестественно» и он не может объяснить его происхождение. Геометрически правильная структура попавшего в кадр объекта позволила сторонникам существования НЛО заявить об обнаружении внеземного артефакта, очень похожего на рукотворную антенну. В то же время биолог Чарльз Холлистер, а за ним и другие учёные, занимающиеся морской фауной, расценили этот объект как губку Chondrocladia concrescens, впервые обнаруженную ещё в 1880 году примерно в том же районе и в 1888 году представленную на изображении в книге Александра Агассиса. Антенна Элтанина находилась на фотографии 1962 года отдельно, а не как обычно среди других себе подобных, что и затруднило идентификацию. Уфологи указывали на то, что объект, представленный на фотографии, и губка, изображённая на рисунке Агассиса, отличаются, так как отростки животного и прямые «стержни» его «мачты» не похожи друг на друга. Однако этому есть вполне рациональное объяснение: дело в том, что форма выловленного в море экземпляра пострадала при подъёме от воздействия трала и декомпрессии.